# Ašlyk
L'Ašlyk (in russo Ашлык?) è un fiume della Siberia Occidentale, affluente di sinistra del fiume Vagaj (bacino idrografico dell'Irtyš). Scorre nell'Oblast' di Tjumen', in Russia.
Il fiume ha origine dal lago Maloe Os'kino ad un'altitudine di 74 m sul livello del mare e scorre in direzione nord-est. La sua lunghezza è di 221 km e il bacino è di 3 240 km². Sfocia nel Vagaj a 43 km dalla foce.